# Аподантови
Аподантовите (Apodanthaceae) са семейство растения от разред Тиквоцветни (Cucurbitales).
Таксонът е описан за пръв път от арменския ботаник Армен Тахтаджан през 1987 година.

## Родове
- Apodanthes
- Pilostyles